# Gare de Champagne-Ardenne TGV
Gare de Champagne-Ardenne TGV vasútállomás Franciaországban, Bezannes településen, amely 2007-ben nyílt meg az LGV Est első szakaszával együtt, egy Párizs és Strasbourg között húzódó nagysebességű vasútvonallal. Reims-től körülbelül öt kilométerre délre található; az állomás a TGV, az Ouigo és a TER Grand Est járatok megállója.

## Vasútvonalak
Az állomást az alábbi vasútvonalak érintik:
- LGV Est

## Kapcsolódó állomások
A vasútállomáshoz az alábbi állomások vannak a legközelebb:
- Paris Gare de l’Est
- Gare de Châlons-en-Champagne
- Gare de Meuse TGV
- Gare de Reims-Maison-Blanche

## Utazási idők
Naponta 27 TGV-vonat halad át az állomáson mindkét irányban, összesen 54 vonat naponta.
Közvetlen összeköttetésben áll az Île-de-France régióban található Gare de l'Est, Aéroport Charles de Gaulle 2 – TGV, Marne-la-Vallée – Chessy és Massy TGV állomásokkal. A TGV járatok közvetlenül összekötik Lille-Europe-val, Rennes-szel (egy vonat), Nantes-szal, Bordeaux-Saint-Jean-nal és Strasbourg-Ville-vel. A Champagne-Ardenne TGV-t azonban nem szolgálja ki a TGV Sud-Est, és nincs közvetlen összeköttetés Lyonnal és Avignonnal:
- Marne-la-Vallée – 30 perc
- Párizs – 40 perc
- Massy TGV – 1 óra
- Lille – 1 óra 25 perc
- Nantes és Rennes – 3 óra 15 perc
- Bordeaux – 4 óra 25 perc

A TGV vonatok a Gare de Reims állomásra is közlekednek, amely a régebbi állomás Reims belvárosában. Az állomást a Reims-i villamos is kiszolgálja, amely összeköttetést biztosít Reims városával.
Az állomás a Jet Lag: The Game című tévésorozat 3. és 7. évadában is megjelenik.